# Goniochaeta plagioides
Goniochaeta plagioides är en tvåvingeart som beskrevs av Townsend 1891. Goniochaeta plagioides ingår i släktet Goniochaeta och familjen parasitflugor. Inga underarter finns listade i Catalogue of Life.